# 流れ藻

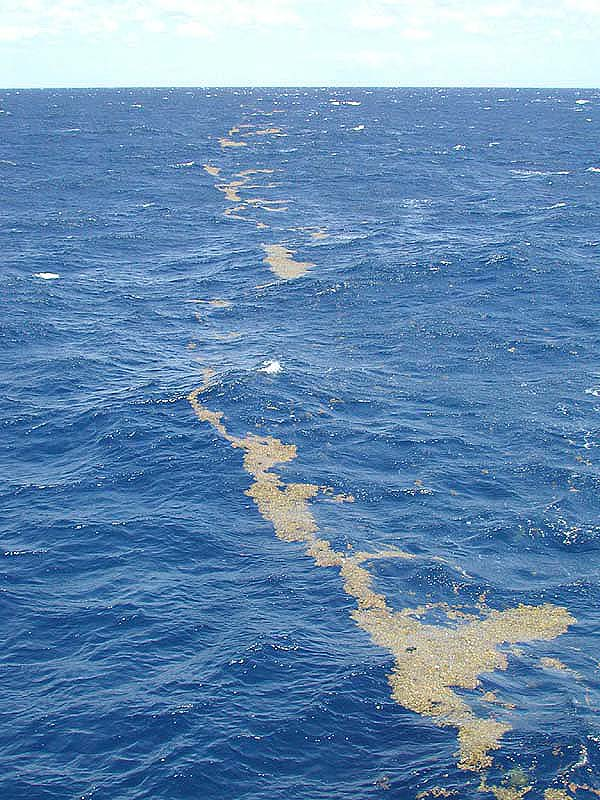
サルガッソー海の流れ藻

流れ藻（ながれも、drifting algae, drifting seaweeds）とは、海面に浮遊している種々な藻類の総称である。

## 各海域における流れ藻
世界的には大西洋のサルガッソー海 (Sargasso Sea) の流れ藻が有名であるが、この流れ藻もホンダワラ属の Sargassum natans と Sargassum fluitans である。両種とも浮遊した状態で繁殖する生活史を繰り返している。また、ベルギーではホンダワラ属の Sargassum muticum、ヒバマタ目の Ascophyllum nodosum とヒバマタ科の Fucus vesiculosus の流れ藻が確認されている。アイスランドでは同じくヒバマタ目の A. nodosum とヒバマタ科の F. vesiculosus が、カリフォルニア州沿岸ではジャイアントケルプ (Macrocytis pyrifera) が流れ藻となっている。
日本では初夏の沿岸水域で普通に見られ、日本周辺ではホンダワラ属およびそれに近縁の属の植物が流れ藻の大部分を占めている。これは浅海域の岩礁上に分布しているホンダワラ属の海藻が、流れや波によって基質から引き剥がされ、沖合域に流されたものである。もっとも、この類は多年生または一年生であり、根状の付着部位から再び芽を出す。それより上の部分が切り離されるのは生活史上の普通な現象でもある。
吉田（1963）によると、日本各地の流れ藻の構成種は12属40種にものぼるが、流れ藻の主体はホンダワラ属およびその類縁の海藻であり、その他のものは種類数においても量的においても極めて少ない。

## 生物群集における意味
海面にかたまって漂う流れ藻には大洋性の魚類の稚魚や、ヨコエビやワレカラなどの端脚類といった小型の節足動物などが集まる。また、流れ藻はブリやアジなどの重要水産資源の稚仔魚が随伴したり、サンマなどのダツ目魚類が産卵基質にしたりと水産上、重要な役割を果たしている。これはある意味で、隠れるものの少ない海洋水面近くにおける一種のシェルターの役割を果たす。さらにハナオコゼなどそれに住み着いて生活するものもある。このように流れ藻は沿岸ー沖合、および沖合ー沖合での生物の移動に関係する媒体となっている。
幼魚が流れ藻につく理由には次のような理由が挙げられる。
食餌
流れ藻の周囲にはエサとなるプランクトンが多い。
産卵
流れ藻に卵を産み付ける魚種が多い。
シェルター
流れ藻に隠れて外敵から身を守る。
移動
泳ぐ力の弱い魚類が遠くに移動する手段。
しかし、近年の日本沿岸では開発や埋め立てなどが進み、流れ藻のもととなるガラモ場が減少している。また、世界的な海水温上昇の影響で藻場の構成種が変化し、原因不明の磯焼け現象が増加していることが報告されている。